# 드미트리 알레니체프
드미트리 아나톨례비치 알레니체프(러시아어: Дми́трий Анато́льевич Але́ничев, 1972년 10월 20일 ~ , 러시아 SFSR 멜리오라토로브)는 러시아의 전직 축구 선수이자 축구 감독이다.

## 수상
스파르타크 모스크바
- 러시아 프리미어리그 : 1994, 1996, 1997, 1998
- 러시아 컵 : 1993-94, 1997-98

 포르투
- 프리메이라리가 : 2002-03, 2003-04
- 타사 드 포르투갈 : 2000-01, 2002-03
- 포르투갈 슈퍼컵 : 2001, 2004
- UEFA 챔피언스리그 : 2003-04
- UEFA 컵 : 2002-03

 러시아
- 2009년 레전드 컵 우승